# Collinsville (California)
Collinsville es un área no incorporada ubicado en el condado de Solano en el estado estadounidense de California. Se encuentra ubicado justo al delta del río Sacramento dentro de los límites de Suisun City.

## Geografía
Collinsville se encuentra ubicada en las coordenadas 38°4′N 121°50′O / 38.067, -121.833.